# Acantholimon caryophyllaceum
Acantholimon caryophyllaceum är en triftväxtart som beskrevs av Pierre Edmond Boissier. Acantholimon caryophyllaceum ingår i släktet Acantholimon och familjen triftväxter. Inga underarter finns listade i Catalogue of Life.